# いたずら・ぶっく
いたずら・ぶっくは小学館が季刊に発行していた幼児向け雑誌。

## 概要
- 1991年に、テレビといっしょの増刊として創刊された。2007年12月発売の2008年冬号をもって休刊。その後2013年7月には幼稚園・めばえ共同編集で幼稚園8月号の増刊号として復刊された。
- 主に3歳から7歳までの幼児および低学年をターゲットとし、子供達に人気が高いテレビアニメや特撮のシール遊びや、迷路遊び、まちがいさがし遊びなどで構成される。

## 掲載作品

### 末期
- ドラえもん（創刊号 -）
- スーパー戦隊シリーズ（最末期は『獣拳戦隊ゲキレンジャー』）（創刊号 -）
- それいけ!アンパンマン（『フレーベル館』より） (創刊号 -）
- ちびまる子ちゃん（集英社の少女誌『りぼん』から参加）（創刊号 - 1992年秋の号、1995年春の号 -）
- きかんしゃトーマス（創刊号 -）
- ポケットモンスター ダイヤモンド&パール
- 名探偵コナン（少年誌『週刊少年サンデー』から参加）（2003年春の号 -）
- 甲虫王者ムシキング
- オシャレ魔女♥ラブandベリー（2006年春の号 -）
- ぜんまいざむらい（2007年春の号 -）
- ぷるるんっ!しずくちゃん（『岩崎書店』より）（2007年春の号 -）
- きらりん☆レボリューション（少女誌『ちゃお』から参加）（2007年秋の号 -）
- 古代王者恐竜キング
- ワンタメ

### 2013年増刊号
- 獣電戦隊キョウリュウジャー
- 仮面ライダーウィザード
- ウルトラマンギンガ
- ジュエルペット
- はなかっぱ
- クレヨンしんちゃん
- たまごっち!ゆめキラドリーム
- ポケットモンスター ベストウイッシュ
- ドラえもん
- それいけ!アンパンマン
- プリティーリズム・レインボーライブ
- ハローキティ

### 過去
- ひらけ!ポンキッキ（創刊号 - 1993年夏の号）
- おばけのホーリー
- ちいさなおばけアッチコッチソッチ（ポプラ社の『小さな童話』から参加）
- ジャンケンマン
- スピルバーグのアニメ タイニー・トゥーン
- チロリン村物語
- クレヨンしんちゃん（双葉社の漫画誌『月刊まんがタウン』から参加）（1992年夏の号 - 2004年春の号）現在も「めばえ」・「てれびくん」などで掲載中
- 忍たま乱太郎（朝日小学生新聞から参加）- 1996年ごろまで掲載。
- ポコニャン!
- 3丁目のタマ うちのタマ知りませんか?
- ムカムカパラダイス（少女誌『ちゃお』から参加）
- モジャ公
- ポケットモンスターシリーズ
  - ポケットモンスター アニメ第1作
  - ポケットモンスター アドバンスジェネレーション
- とっとこハム太郎シリーズ（2000年夏の号 - 2008年春の号）
- スージーちゃんとマービー（『おひさま』から参加）
- ミニモニ。
- 星のカービィ
- わがまま☆フェアリー ミルモでポン!（少女誌『ちゃお』から参加）
- でこぼこフレンズ-2006年冬の号まで掲載。現在も「ベビーブック」、「めばえ」などで掲載中
- スーパー戦隊シリーズ
  - 鳥人戦隊ジェットマン
  - 恐竜戦隊ジュウレンジャー
  - 五星戦隊ダイレンジャー
  - 忍者戦隊カクレンジャー
  - 超力戦隊オーレンジャー
  - 激走戦隊カーレンジャー
  - 電磁戦隊メガレンジャー
  - 星獣戦隊ギンガマン
  - 救急戦隊ゴーゴーファイブ
  - 未来戦隊タイムレンジャー
  - 百獣戦隊ガオレンジャー
  - 忍風戦隊ハリケンジャー
  - 爆竜戦隊アバレンジャー
  - 特捜戦隊デカレンジャー
  - 魔法戦隊マジレンジャー
  - 轟轟戦隊ボウケンジャー
- 超特急ヒカリアン
  - 電光超特急ヒカリアン
- ビックリマン2000
- 魔法使いサリー
- ママは小学4年生
- 花の魔法使いマリーベル
- 愛天使伝説ウェディングピーチ（少女誌『ちゃお』から参加）
- 愛と勇気のピッグガールとんでぶーりん（少女誌『ちゃお』から参加）
- キューティーハニーF（少女誌『ちゃお』から参加）
- ふしぎ魔法ファンファンファーマシィー （『おひさま』から参加）
- Dr.リンにきいてみて!（少女誌『ちゃお』から参加）
- ふしぎ星の☆ふたご姫